# Dana Kracíková
Dana Kracíková (* 27. února 1961 Lomnice nad Popelkou) je česká politička a ekonomka, od roku 2016 zastupitelka Královéhradeckého kraje, od roku 2006 zastupitelka, v letech 2010 až 2014 radní a od roku 2014 starostka města Železnice na Jičínsku, nestranička za hnutí Východočeši (VČ).

## Život
Dětství prožila ve městě Lomnice nad Popelkou na Semilsku, v letech 1976 až 1980 absolvovala Gymnázium Nová Paka na Jičínsku. Následně v letech 1980 až 1984 vystudovala obor národohospodářské plánování na Vysoké škole ekonomické v Praze (získala titul Ing.), vzdělání si ještě doplnila o doplňkové pedagogické studium.
Po studiu působila v letech 1984 až 1985 jako učitelka ekonomických předmětů na střední ekonomické škole a středním odborném učilišti pro zrakově postižené, resp. na odborném učilišti pro tělesně postižené v Praze, kde poznala problematiku zdravotně postižených (včetně toho, že se naučila i Braillovo písmo). Později v letech 1991 až 1997 pracovala na referátu sociálních věcí a zdravotnictví na Okresním úřadě Jičín, kde mimo jiné vedla i referát zdravotnictví.
Zdravotnictví se nakonec věnovala intenzivně 16 let. Nejdřív totiž byla pověřena vedením nemocnice v Jičíně a po konkursu v roce 1997 se stala ředitelkou a předsedkyní představenstva akciové společnosti Oblastní nemocnice Jičín. Do nemocnice nastupovala v situaci, kdy byla na pokraji insolvence a před nutnou kompletní rekonstrukcí. Za dobu jejího působení ve funkcio se podařilo nemocnici ekonomicky i personálně stabilizovat a postavit nové pavilony, dále pak zlepšit komunikaci mezi zdravotníky a pacienty. Z nemocnice odešla v roce 2014, když se stala starostkou.
Dana Kracíková žije ve městě Železnice na Jičínsku. Je vdaná. Působí jako členka správní rady neziskové organizace Apropo, která se stará o mladé dospělé a děti s těžkým mentálním a tělesným postižením. Mezi její záliby patří literatura, hudba a cestování.

## Politické působení
V komunálních volbách v roce 2006 byla zvolena jako nezávislá za subjekt „Sdružení nezávislých kandidátů - Železnice II“ zastupitelkou města Železnice. Ve volbách v roce 2010 mandát zastupitelky města obhájila jako nezávislá za subjekt „Sdružení nezávislých kandidátů - Železnice I.“. Ve volebním období 2010 až 2014 byla i radní města. Také ve volbách v roce 2014 byla zvolena zastupitelkou města, tentokrát jako nezávislá za subjekt „Sdružení nezávislých kandidátů - Naše Železnice“ a lídryně kandidátky. V listopadu 2014 se navíc stala starostkou města. Ve volbách v roce 2018 nejprve obhájila post zastupitelky města, když jako nezávislá vedla kandidátku subjektu „Sdružení nezávislých kandidátů - Naše Železnice“. Na konci října 2018 se stala po druhé starostkou města. V komunálních volbách v roce 2022 kandidovala do Zastupitelstva města Železnice jako lídryně kandidátky subjektu „SDRUŽENÍ NEZÁVISLÝCH KANDIDÁTŮ – NAŠE ŽELEZNICE“. Mandát zastupitelky i starostky města se jí podařilo obhájit.
V krajských volbách v roce 2016 byla zvolena jako nestranička za hnutí Východočeši (VČ) na kandidátce subjektu „STAROSTOVÉ A VÝCHODOČEŠI“ zastupitelkou Královéhradeckého kraje. Ve volbách v roce 2020 mandát krajské zastupitelky obhájila, když kandidovala jako nestranička za hnutí Východočeši (VČ) na kandidátce subjektu „Občanská demokratická strana + STAROSTOVÉ A NEZÁVISLÍ a VÝCHODOČEŠI“. Působila jako předsedkyně zdravotního výboru.
Ve volbách do Poslanecké sněmovny PČR v roce 2017 kandidovala jako nestranička za hnutí STAN v Královéhradeckém kraji, ale neuspěla.
Ve volbách do Senátu PČR v roce 2022 kandidovala jako nestranička za hnutí STAN v obvodu č. 37 – Jičín. Její kandidaturu podpořilo také hnutí VÝCHODOČEŠI. Do druhého kola volby však nepostoupila, když se se ziskem 12,88 % hlasů umístila na 3. místě.
V krajských volbách v roce 2024 byla zvolena z pozice nestraničky za hnutí VČ zastupitelkou Královéhradeckého kraje, a to na kandidátce uskupení „SILNÍ LÍDŘI pro kraj - ODS, KDU-ČSL a VÝCHODOČEŠI“.